# توشیکی چینو
توشیکی چینو (انگلیسی: Toshiki Chino؛ زادهٔ ۱۹ ژوئیهٔ ۱۹۸۵) بازیکن فوتبال اهل ژاپن است.